# Оптический регенератор
Оптический регенератор (англ. optical regenerator) — компонент оптической системы связи, предназначенный для регенерации цифрового оптического сигнала.

## Описание

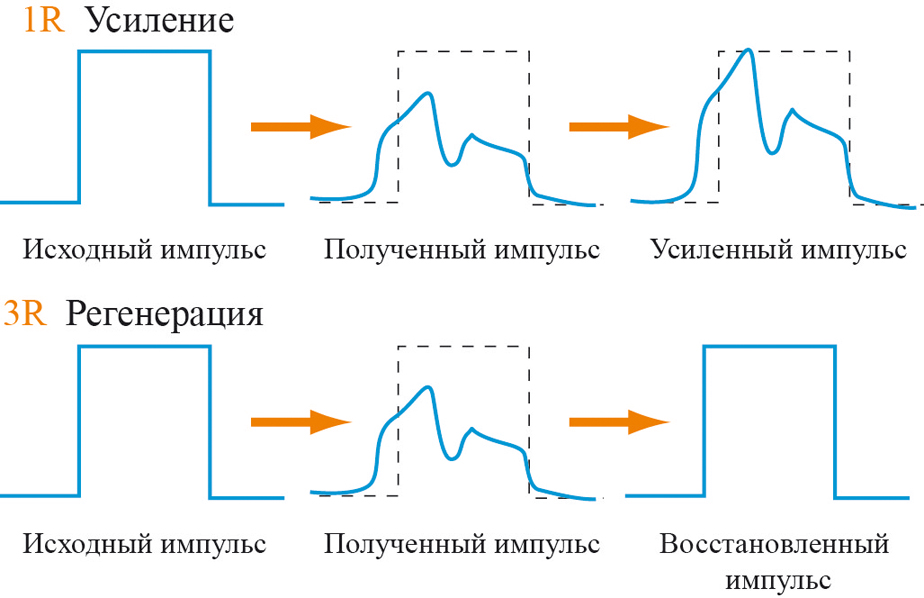
Усиление и регенерация оптических импульсов.

В сетях дальней связи даже при использовании оптических усилителей, восстанавливающих амплитуду сигнала, накапливаются искажения формы и девиация относительной задержки сигналов (потеря синхронизации). Поэтому обычно требуется периодическая регенерация (от англ. regeneration — восстановление) для восстановления первоначальной формы и синхронизации сигналов. Полная регенерация (3R регенерация) предполагает выполнение трех восстанавливающих операций по отношению к сигналу: восстановление амплитуды (усиление), восстановление формы и восстановление синхронизации (см. рис.).
В современных сетях связи эти три операции выполняются с использованием опто-электро-оптического (ОЕО) преобразования. Такие оптические регенераторы называются оптическими повторителями.
Оптические повторители осуществляют детектирование оптических сигналов, преобразование их в электрические сигналы, полное восстановление сигнала в электрической форме и дальнейшую ретрансляцию в виде оптических сигналов. Оптические повторители — относительно сложные и дорогие устройства, поскольку в состав оптического повторителя входят оптический приемник, электрический регенератор и передатчик.
Для снижения стоимости ОЕО регенераторов большое число оптических повторителей объединяют в одну фотонную интегральную схему, содержащую также оптический мультиплексор, демультиплексор и электронные переключатели каналов.
В будущих сетях дальней связи предполагается использовать полностью оптические регенераторы, выполняющие операции восстановления параметров сигнала нелинейно-оптическими методами без преобразования в электрический сигнал. Предложено несколько способов осуществления полностью оптического восстановления сигналов, основанных на фазовой самомодуляции сигналов в оптических волокнах или канальных волноводах, на фазовой кроссмодуляции, на четырехволновом смешении и на нелинейном насыщении.